# ایوان ارگیچ
ایوان ارگیچ (صربی: Ivan Ergić؛ زادهٔ ۲۱ ژانویهٔ ۱۹۸۱) یک بازیکن فوتبال اهل صربستان است. ارگیچ همچنین دارای تابعیت استرالیا نیز می‌باشد.

## تیم ملی
وی همچنین در تیم ملی فوتبال صربستان بازی کرده است.